# Горцењо
Горцењо (итал. Gorzegno) је насеље у Италији у округу Кунео, региону Пијемонт.
Према процени из 2011. у насељу је живело 153 становника. Насеље се налази на надморској висини од 331 м.

## Становништво
| 1936. | 1951. | 1961. | 1971. | 1981. | 1991. | 2001. | 2011. |
| ----- | ----- | ----- | ----- | ----- | ----- | ----- | ----- |
| 1.183 | 1.003 | 727   | 508   | 459   | 441   | 393   | 322   |